# Grantessa gracilis
Grantessa gracilis är en svampdjursart som först beskrevs av Ernst Haeckel 1872.  Grantessa gracilis ingår i släktet Grantessa och familjen Heteropiidae. Inga underarter finns listade i Catalogue of Life.